# Споменик природе Гинко на Врачару
Споменик природе Гинко на Врачару налази се у парку „Стара Звездара“ или сада познат као парк "Милутина Миланковића", на углу Булевара ослобођења и Тиршове улице, у општини Савски Венац.

## Карактеристике
Дрво Гинко на Врачару (Ginkgo biloba L.),  је старо око 85 година, високо око 18,5 метара а обим дебла је око 1,7 метара.

## Гинко дрво
Гинко је листопадно дрво које потиче са азијског континента. Постоји на земљи више од 300 милиона година и представља терцијарни реликт. Има веома необичан лепезаст облик листова и веома је отпорна на све услове средине што је чини веома пожељном биљком на зеленим површинама. У Кини и Јапану се сматра светим стаблом, због чега се најчешће сади око храмова и светих места. То је вероватно због многобројних лековитих својстава ове биљке.

## Заштићено природно добро
Природно добро „Гинко на Врачару ” проглашено је заштићеним као споменик природе решењем Скупштине града Београда од 14.09. 2006. године („Сл.лист града Београда бр. 18/2006). Укупна површина заштићеног природног добра износи 102 м². Заштићено природно добро категорисано је као заштићено природно добро локалног значаја III категорије, поверено на управљање Јавном комуналном предузећу „Зеленило – Београд”.